# アンドレ・ダリガード
アンドレ・ダリガード（André Darrigade、1929年4月24日- ）は、フランス・ランド県ナロス出身の元自転車競技選手。

## 経歴
1951年から1966年までプロ生活を送り、ツール・ド・フランスでは毎回のように最初のステージでマイヨ・ジョーヌを獲得した他、1959年、1961年にはポイント賞も獲得。また、1959年には世界自転車選手権・プロ個人ロードを制覇した。世界選手権ではこの他、1960年は2位、1957年、1958年は3位に入っている。
この他、ツールでは通算17回の区間優勝、18回のマイヨ・ジョーヌ獲得を果たした他、ジロ・デ・イタリアでも区間1勝を挙げているが、総合順位という観点に立つと、山岳コースにおいて決まって大きく遅れを取っていたことから、ツールにおいては、1956年、1959年の16位が最高順位だった。
この他の実績として、1955年にフランス国内選手権、1956年にジロ・ディ・ロンバルディアを制している。

## 主な実績
1953年
ツール・ド・フランス 総合37位（第12ST優勝）
1954年
ツール・ド・ピカルディ 総合優勝
1955年
 フランス 国内選手権 優勝
1956年
ジロ・ディ・ロンバルディア 優勝
ツール・ド・フランス 総合16位（第1ST優勝）
マイヨ・ジョーヌ6日間保持 （第1-第2、第4(b)-第6、第11）
1958年
ツール・ド・フランス 総合21位（第1、9、15、17、22ST優勝）
マイヨ・ジョーヌ5日間保持（第1、第9-第12）
ポイント賞 3位
1959年
 世界自転車選手権 プロ・個人ロードレース 優勝
クリテリウム・アンテルナシオナル 総合優勝
ツール・ド・フランス 総合16位（第1、第11ST優勝）
マイヨ・ジョーヌ2日間保持（第1、第2）
 ポイント賞受賞
1960年
ジロ・デ・イタリア 総合64位（第15ST優勝）
パリ～ニース 区間1勝
ツール・ド・ロマンディ 総合10位（区間2勝）
1961年
ツール・ド・フランス 総合32位（第1(a)、2、13,19ST優勝）
マイヨ・ジョーヌ1日保持（第1(a)）
 ポイント賞受賞
ドーフィネ・リベレ 総合40位（区間1勝）
1962年
ツール・ド・フランス 総合21位（第2ST優勝）
マイヨ・ジョーヌ4日間保持
1963年
ツール・ド・フランス 第16ステージ途中棄権（第12ST優勝）
1964年
ツール・ド・フランス 総合67位（第2、18ST優勝）
ドーフィネ・リベレ 総合45位（区間2勝）